# Conspiración de Bangkok
La conspiración de Bangkok, también conocido como conspiración de Dap Chhuon, fue una conspiración internacional de finales de la década de 1950 para derrocar al príncipe Norodom Sihanouk de Camboya. Supuestamente fue iniciada por los políticos de derecha Sam Sary y Sơn Ngọc Thành, el señor de la guerra y gobernador regional camboyano Dap Chhuon, y los gobiernos de Tailandia y Vietnam del Sur con posible participación de los servicios de inteligencia estadounidenses. La conspiración de Bangkok y su política todavía influyen en la política de Camboya.

## Complot
Según el relato que dio más tarde Sihanouk, el golpe de Estado lo iban a llevar a cabo los irregulares jemeres libres de Thanh, en gran parte de la minoría Baja Camboya del sur de Vietnam. Los jemeres libres estaban concentrados en las zonas fronterizas del sur. Chhuon, que durante algunos años había sido un colaborador de confianza de Sihanouk, iba a iniciar un levantamiento en el noreste. A principios de febrero de 1959, el almirante Harry D. Felt, el general J. Lawton Collins y el coronel Edward Lansdale visitaron la base de Chhuon en Siem Reap.
Los servicios de inteligencia de Sihanouk descubrieron detalles del complot y el 21 de febrero de 1959 enviaron un batallón de tropas para arrestar a Chhuon. Fue capturado el ciudadano estadounidense y presunto operador de radio de la CIA, Victor Matsui. Chhuon, que había huido, fue posteriormente detenido, interrogado y muerto «a causa de heridas» ocasionadas en circunstancias un tanto turbias antes de que pudiera ser interrogado adecuadamente. Sihanouk alegó más tarde que el ministro de Defensa, Lon Nol, hizo fusilar a Chhuon para evitar que lo implicara en el golpe.
Sihanouk dispuso que se publicaran fotografías del cadáver de Chhuon en una calle principal de Nom Pen. De los otros conspiradores principales, Sary desapareció en 1962, y Thanh pasó a participar en el gobierno de Lon Nol posterior a 1970 antes de partir hacia Vietnam. El hermano de Chhuon, Slat Peou, miembro de la delegación de Sihanouk en la Organización de las Naciones Unidas y amigo de Matsui, fue ejecutado por traición.
Sihanouk, un director de cine aficionado, utilizó más tarde la trama como base para su película Ombre sur Angkor («La sombra sobre Angkor») de 1968. Lo consideró una prueba concluyente de que Estados Unidos tenía la intención de desestabilizar su régimen, que había establecido relaciones con la China comunista.